# Gare de Messein
Gare de Messein vasútállomás Franciaországban, Messein településen.

## Vasútvonalak
Az állomást az alábbi vasútvonalak érintik:
- Jarville-la-Malgrange–Mirecourt-vasútvonal

## Kapcsolódó állomások
A vasútállomáshoz az alábbi állomások vannak a legközelebb:
- Gare de Ludres
- Gare de Neuves-Maisons